# Transitmot
De transitmot (Amyelois transitella) is een vlinder uit de familie snuitmotten (Pyralidae). De wetenschappelijke naam van de soort is voor het eerst geldig gepubliceerd in 1863 door Francis Walker.
De soort komt voor in Europa.